# Celestinus IV
Celestinus IV, född Goffredo da Castiglione i Milano, död 10 november 1241, var påve från den 25 oktober till sin död femton dagar senare, den 10 november 1241. 

## Biografi
Goffredo da Castiglione var systerson till påve Urban III, föddes i Milano, och hade sannolikt inträtt i cisterciensorden. De första historiska uppgifterna om hans liv anger att han var kansler i kyrkan i Milano, åtminstone åren 1223–27. Påve Gregorius IX utnämnde honom den 18 september 1227 till kardinal av San Marco. Kardinal Castiglione var därefter verksam som legat i Lombardiet och Toscana. 1238 utnämndes han till kardinalbiskop av Sabina. 
Den 25 oktober 1241 efterträdde Castiglione Gregorius IX som påve, och antog påvenamnet Celestinus IV. Konklaven som valde honom, med endast sju biskopar för hans utnämning, sägs ha orsakat hans död.
Påvedömet befann sig då mitt under ett krig mot kejsar Fredrik II av Heliga romerska riket av tysk nation. Celestinus hann inte utföra särskilt mycket under sitt pontifikat, eftersom han avled redan efter femton dagar, den 10 november, innan han hunnit konsekreras. Det enda han hann utföra var att exkommunicera Matteo Orsini. Hans pontifikat är det tredje kortaste i historien.
Celestinus är begravd i Peterskyrkan